# Hapoël Bnei Lod Football Club
Ne doit pas être confondu avec le Hapoël Lod
Maillots
Le Hapoël Bnei Lod Football Club (en hébreu : הפועל בני לוד מועדון כדורגל), plus couramment abrégé en Hapoël Bnei Lod, est un club israélien de football fondé en 1969 et basé dans la ville de Lod.

## Palmarès
| \| - Coupe de la Ligue israélienne D2 (1) : - Vainqueur : 2014-15. - Championnat d'Israël D3 (1) : - Champion : 2005-06. \| \| - Championnat d'Israël D4 (1) : - Champion : 2004-05. - Championnat d'Israël D5 (2) : - Champion : 1997-98 et 2003-04. \| |  | |
| - Coupe de la Ligue israélienne D2 (1) : - Vainqueur : 2014-15. - Championnat d'Israël D3 (1) : - Champion : 2005-06. |  | - Championnat d'Israël D4 (1) : - Champion : 2004-05. - Championnat d'Israël D5 (2) : - Champion : 1997-98 et 2003-04. |

## Personnalités du club

### Présidents du club
- Abu Subhi

### Entraîneurs du club[2]
| - Reuven Atar - Sliman Azabarga | - Gili Landau - Avivi Zohar |